# Hucisko Kwaśniowskie
Hucisko Kwaśniowskie est une localité polonaise de la gmina de Klucze, située dans le powiat d'Olkusz en voïvodie de Petite-Pologne.